# Denton (Lincolnshire)
Denton – wieś w Anglii, w hrabstwie Lincolnshire. Leży 41 km na południe od Lincoln i 158 km na północ od Londynu.